# Phrynoidea
Phrynoidea är en överfamilj av spindeldjur. Phrynoidea ingår i ordningen amblypyger, klassen spindeldjur, fylumet leddjur och riket djur. Enligt Catalogue of Life omfattar överfamiljen Phrynoidea 91 arter. 
Kladogram enligt Catalogue of Life:
| Phrynoidea | \| \| Phrynichidae \| \| \| \| \| \| Phrynidae \| \| \| \| |
|            | \| \| Phrynichidae \| \| \| \| \| \| Phrynidae \| \| \| \| |
|            | Charinoidea                                                |
|            |                                                            |
|            | Charontoidea                                               |
|            |                                                            |
|            | Paracharontidae                                            |
|            |                                                            |
|            | Phrynichidae                                               |
|            |                                                            |
|            | Phrynidae                                                  |
|            |                                                            |

|  | Phrynichidae |
|  |              |
|  | Phrynidae    |
|  |              |